# Arnold Kuulman
Arnold Kuulman (13 febbraio 1895 – 26 luglio 1926) è stato un calciatore estone, di ruolo difensore.

## Carriera

### Club
Ha giocato nella prima divisione estone.

### Nazionale
Tra il 1920 ed il 1922 ha segnato un gol in 4 presenze con la nazionale estone.